# 金魚番長のデメキング
「金魚番長のデメキング」（きんぎょうばんちょうのデメキング）は、マイナビ Laughter Night9代目チャンピオン吉本興業東京本社所属金魚番長の初冠番組。TBSラジオ若手芸人発掘番組(金曜24:00-25:00)の後半30分で放送されていた。ポッドキャストでは本編の再編集版とアフタートークを聴くことができる。2025年4月より本編もポッドキャストへ移行。

## 概要
2023年12月17日深夜に「マイナビ Laughter Night 第9回チャンピオンLIVE」優勝特典として特番が放送され、2024年4月より「マイナビ Laughter Night」後半30分枠でレギュラー番組として放送されていた。
2025年4月以降は本編が地上波終了によりポッドキャストに移行。

## 放送時間
毎週土曜 0:30〜1:00（金曜深夜）（2024年4月 ｰ 2025年3月マイナビLaughter Night内・後半枠）
毎週金曜21:00(2025年4月 - ポッドキャストにて更新)

## 出演者
パーソナリティー
金魚番長(箕輪智征、古市勇介)
ゲスト
カラタチ(#12)
令和ロマン 髙比良くるま(#22)
ゼロカラン ワキユウタ(#54 アフタートーク、#56)

## コーナー
ステッカー争奪！ボイスメモ大喜利
毎週発表されるお題に対して大喜利を考え、ボイスメモで声を吹き込んで送るコーナー。最も面白かったメールには2人のサイン入りステッカー、面白くなかったメールは古市さんの脇挟みステッカーが送られる。
リアル中学生日記
金魚番長のファンは、実は中学生が多い。どんな生活を送っているのか知りたい！と言うことで、番組を聞いている中学生が日記形式で《その日どんなことがあったか》を書いて送ってもらうコーナー。学校生活から休みの日、恋愛・流行っていること、家族のことなどなんでもOK。メールには年齢・学年を書く必要がある。
テニサー幹事長・古市勇介のラジオキューピット
気が合いそうな男女を見つけてカップルを成立させるのが得意な古市さんが、リスナーカップルの成立を目指すマッチングコーナー。
箕輪裁判
パートナーに不満を抱えていたり、何かトラブル中のリスナーを募集するコーナー。箕輪さんが電話で事情を聞き、最終的に別れるべきかどうかジャッジする。カップルでの参加も可。現在(2024年11月27日)、2回行われた。
ニュースペーパー箕輪
世間知らずな箕輪さんにその週の時事を知ってもらうコーナー。
古市に挑め!ツッコミグランプリ
ツッコミ芸人古市さんにリスナーが挑むコーナー。箕輪さんの選んだ順位で古市さんを超えられたらステッカーが送られる。途中からゼロカランワキさんも参戦している。